# Абе
Вижте пояснителната страница за други значения на Абе.
Абе (на френски: Habay) е селище в Южна Белгия, окръг Виртон на провинция Люксембург. Населението му е около 8387 души (1 януари 2018).

## Известни личности
Родени в Абе
- Морис Гревис (1895 – 1980), езиковед